# Patzeria
Una patzeria és l'acord que s'establia entre un mateix o diferents sobirans de valls pirinenques veïnes, per a reglamentar el dret de pastura i de trànsit de bestiar i de llenya, en territori d'altri. Aquesta pràctica es dugué a terme a les valls de Catalunya, Aragó, País Basc i Occitània durant l'edat mitjana fins a principis de l'Edat moderna.
Inicialment els pactes eren verbals, però a partir del segle xiii es conserven convencions de forma escrita. Les relacions de les valls sota jurisdicció catalana (Gistau, Benasc, Barravés, Aran, Cardós, Ferrera, Valira, Querol, etc.) amb les occitanes quedaren repartides en sobirans diferents a partir del Tractat de Corbeil (1258). Tot i així, els fou reconegut el dret a pactar lliurement cartes de pau o patz, concordats o pariatges, excepte en èpoques de guerra, facultat que acabà recollint-se a les compilacions de dret consuetudinari local (com en el cas de les valls d'Àneu i d'Aran). A continuació, l'any 1293, el comte de Foix autoritzà els habitants de la vall de Vic de Sòs a tractar lliurement amb els de la vall Ferrera (tractes renovats el 1355). La celebració d'aquests tractes, sovint estava encomanat als representants del consell de la vall (en el cas de la Vall d'Aran, al síndic general). Les lligues i patzeries entre les valls d'ambdós vessants perduraren fins al segle xviii.